# Iridomyrmex chasei
Iridomyrmex chasei är en myrart som beskrevs av Auguste-Henri Forel 1902. Iridomyrmex chasei ingår i släktet Iridomyrmex och familjen myror.

## Underarter
Arten delas in i följande underarter:
- I. c. chasei
- I. c. concolor
- I. c. yalgooensis

## Bildgalleri

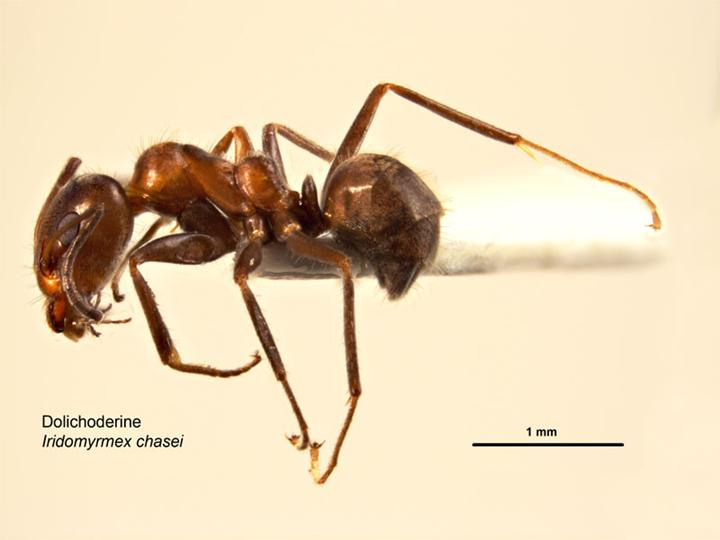